# Ростовский, Александр Владимирович
Князь Александр Владимирович Ростовский (ум. 1523) — воевода, наместник и боярин на службе у Московских князей Ивана III и Василия III.
Рюрикович в XIX колене, потомок Ростовских князей, суверенных прав уже не имел, его отец Владимир Андреевич продал свою долю в Ростовском княжестве Ивану III. Его старший брат Дмитрий Владимирович и племянники Андрей, Пётр Бессчастный также находились на службе у московских князей.

## Служба у Ивана III
В 1492 году, во время русско-литовской войны 1487—1494, был первым воеводой передового полка во время похода в Северскую землю. В 1495 году участвовал в походе Ивана III в Новгород, откуда зимой 1495—1496 годах по первому наряду ходил в качестве первого воеводы войск правой руки в Корелу, а в январе по второму наряду первым воеводой передового полка в походе на Швецию, где учинил большое разорение и с большим пленом и добычей возвратился в Новгород к Государю, который там находился. В 1496—1501 годах был псковским князем-наместником и в этом качестве участвовал в войне с немцами и шведами. В 1499 году упомянут в походе из Пскова на Литву.
Во время русско-литовской войны 1500—1503 гг. в апреле 1501 года с сыном Ивана III, будущим царём Василием III, был третьим воеводой в Твери. В 1501 году за службы пожалован в бояре. В сентябре этого же года участвовал первым воеводой Большого полка в походе из Стародуба на Великое княжество Литовское, при этом был взят Торопец, а в битве под Мстиславлем было разбито 7-тысячное войско Михаила Заславского, Януша Костевича и Астафия Дашкова. Проигравшие, потерявшие все знамёна, укрылись в самом Мстиславле, которого русские войска взять не смогли. В сентябре 1502 год, отправлен третьим воеводой войск на Литву, во время неудачного похода русской армии под общим командованием царевича Дмитрия на Смоленск водил полк левой руки, в ноябре, в этой же должности упомянут в походе под Мстиславль, а в декабре вновь ходил с войском из Северской земли на Литву, откуда возвратился с большими трофеями. В 1503 году вновь участвовал в походе вторым воеводою Передового полка из Дорогобужа к Мстиславлю и по разбитию М. Заславского отозван в Москву, откуда послан к Смоленску с государевым сыном — князем Василием Ивановичем. В этом же году третий воевода Большого полка в походе на Лифляндию.

## Служба у Василия III
В апреле 1506 года отправлен первым воеводой конной рати большого полка в походе на Казань против царя Мухаммед-Амина. В этом же году участвовал в приёме литовских послов. В 1507 году первый воевода водил большой полк в Литву. В 1508 году послан на помощь князьям стародубским против литовцев. Осенью этого же года, по «польским и дорогобужским вестям» в качестве второго воеводы передового полка участвовал в походе из Москвы к Вязьме, а по взятии Стародуба, второй воевода Большого полка в походе к Дорогобужу против Станислава Кишки, который выступил туда из Смоленска. Зимой 1509—1510 года первый воевода, сопровождал Василия III в поездке в Новгород, откуда от Государя послан в Псков для приведения жителей города к присяге в верности великому московскому князю, а по приезде в Псков самого Государя встречал и объявлял горожанам его наказы, в марте вместе возвратились в Москву. В 1510 году первый воевода Большого полка в Казанском походе. В 1511 году был воеводой в Рязани. В 1512 году участвовал в походах против войск Ахмат-Гирея, сперва первым воеводой войск в рязанских областях на реке Осётр стоящих, а после по «крымским вестям» первый воевода в Кашире. Во время русско-литовской войны 1512—1522 гг. в смоленском походе 1512 года Василия III назван вторым боярином при царе после Патрикеева-Щени. Во время Смоленских походов 1513—1514 годов командовал под Тулой большим полком войск, стоящих на южных рубежах для защиты от возможного набега крымских татар, после послан первым воеводой Большого полка к Орше. В 1514 году во время третьего государева похода к Смоленску первый воевода Большого полка в Туле. С 1515 по 1522 наместник в Новгороде. С 1515 по 1520 года командовал большим полком в Великих Луках, причём в 1515 году вместе с царевичем Василием Меликдаировичем (сыном казанского царевича Мелик-Тагира), в 1516 вместе с его братом Фёдором, а в 1517 году — один. В сентябре 1518 года, узнав о нашествии поляков в русские земли и осаде ими Опочки, отправил Государю известие и немедленно послал из Великих Лук на помощь городу войска и соединясь с войском князя Шуйского шедших из Вязьмы, сам пошёл против поляков, принудил их снять осаду Опочки и отойти из пределов московского государства.
Умер в 1523 году.

## Семья
От брака с неизвестной имел детей:
- Князь Ростовский Иван Александрович — в 1539 году второй воевода Большого полка на Угре, бездетный.
- Князь Ростовский Василий Александрович.